# John C. Williams
För andra betydelser, se John Williams (olika betydelser).
John Carroll Williams, född 12 juni 1962, är en amerikansk bankdirektör som är president och VD för den regionala centralbanken Federal Reserve Bank of New York sedan den 18 juni 2018. Han har tidigare haft liknande chefspositioner för Federal Reserve Bank of San Francisco mellan den 1 mars 2011 och 18 juni 2018.
Williams har tidigare varit bland annat ekonom för styrelsen för centralbankssystemet Federal Reserve System; senior ekonom vid Council of Economic Advisers (CEA); lägre chefspositioner inom San Francisco Fed samt föreläsare vid Stanford Graduate School of Business.
Han avlade en kandidatexamen vid University of California, Berkeley; master vid London School of Economics samt doktorsexamen i nationalekonomi vid Stanford University.